# Оголичи (Петриковский район)
Оголичи (бел. Аголічы) — деревня в Петриковском сельсовете Петриковского района Гомельской области Беларуси.
На востоке граничит с лесом.

## География

### Расположение
В 13 км на северо-запад от Петрикова, 4 км от железнодорожной станции Копцевичи (на линии Лунинец — Калинковичи), 181 км от Гомеля.

### Гидрография
На реке Бобрик (приток реки Припять).

## Транспортная сеть
Транспортные связи по просёлочной, затем автомобильной дороге Лунинец — Калинковичи. Планировка состоит из изогнутой улицы, ориентированной с юго-востока на северо-запад и застроенной деревянными усадьбами.

## История
По письменным источникам известна с XVIII века как селение в Мозырском повете Минского воеводства Великого княжества Литовского. После 2-го раздела Речи Посполитой (1793 год) в составе Российской империи. В 1811 году принадлежала графу Ходкевичу. Была центром одноимённого поместья, хозяин которого Бродович владел в 1847 году 848 десятинами земли и трактиром. Дворянин Пальчиков в 1860 году владел здесь 200 десятинами земли. Обозначена на карте 1866 года, которая использовалась Западной мелиоративной экспедицией, работавшей в этих местах в 1890-е годы. В 1879 году селение в Петриковском церковном приходе. Согласно переписи 1897 года находились деревня, фольварк и усадьба. В 1908 году в Петриковской волости Мозырского уезда Минской губернии. В 1908 году начала работать школа.
В 1930 году организован колхоз. Во время Великой Отечественной войны в январе 1943 года оккупанты сожгли 101 двор и убили 11 жителей. На фронтах и в партизанской борьбе погибли 85 жителей, память о них увековечивает стела, установленная в 1979 году в центре деревни. Согласно переписи 1959 года в составе совхоза «Петриковский» (центр — город Петриков). Расположены клуб, библиотека, начальная школа.

## Население

### Численность
- 2004 год — 81 хозяйство, 150 жителей.

### Динамика
- 1811 год — 34 двора.
- 1897 год — 95 дворов, 508 жителей (согласно переписи).
- 1908 год — 97 дворов.
- 1917 год — 953 жителя.
- 1925 год — 115 дворов.
- 1959 год — 341 житель (согласно переписи).
- 2004 год — 81 хозяйство, 150 жителей.

## Известные уроженцы
Алексей Бродович — американский дизайнер, фотограф и преподаватель белорусского происхождения.